# William Palmer (2e comte de Selborne)
William Waldegrave Palmer, 2e comte de Selborne, (17 octobre 1859-26 février 1942), titré vicomte Wolmer entre 1882 et 1895, est un homme politique britannique et un administrateur colonial.

## Jeunesse et éducation
Il est le fils du lord chancelier Roundell Palmer (1er comte de Selborne), et de Laura, fille du vice-amiral William Waldegrave (8e comte Waldegrave). Il fait ses études à l'école Temple Grove, Winchester College et University College, Oxford, où il obtient un diplôme de première classe en histoire.

## Carrière politique

### 1882–1910
Il est secrétaire privé adjoint du chancelier de l'Échiquier, Hugh Childers, de 1882 à 1885, lorsqu'il est élu député libéral pour East Hampshire. Comme son père, il devient un unioniste libéral en 1886 lorsque William Ewart Gladstone propose l'autonomie irlandaise. Il conserve son siège jusqu'en 1892, date à laquelle il est élu pour Édimbourg Ouest. En 1895, il est nommé sous-secrétaire d'État aux Colonies par son beau-père, Lord Salisbury, où il devient subalterne du secrétaire aux Colonies Joseph Chamberlain. Au cours de la période difficile qui précède le déclenchement de la deuxième guerre des Boers, il progresse rapidement.
En novembre 1900, il est nommé au conseil privé et premier Lord de l'Amirauté sous Salisbury, avec un siège au cabinet. Il conserve son poste quand Arthur Balfour devient Premier ministre en 1902. En 1905 il succède à Alfred Milner comme High Commissioner for Southern Africa et gouverneur du Transvaal et de l'Etat d'Orange. Il prend son poste à Pretoria en mai 1905 et avec le mandat d'amener progressivement l'Afrique du Sud du statut de colonie à l'autonomie.
Mais le Parti libéral arrive au pouvoir en Grande-Bretagne en décembre suivant, avant la mise en place de la nouvelle constitution, et la décision est prise de donner sans délai aux colonies du Transvaal et d'Orange un gouvernement autonome. Lord Selborne accepte le changement de situation et l'expérience s'avère réussie. Il quitte son poste de gouverneur de la colonie d'Orange River à son accession à l'autonomie gouvernementale en juin 1907, mais conserve ses autres postes jusqu'en mai 1910, prenant sa retraite à la veille de la création de l'Union sud-africaine.
La dépêche, datée du 7 janvier 1907 et connue sous le nom de Mémorandum de Selborne, dans laquelle il passe en revue la situation dans ses aspects économiques et politiques, est une déclaration complète des dangers inhérents au système colonial et des avantages susceptibles de se présenter à l'union. Le document est en fait compilé par Lionel Curtis et d'autres proches de Milner. La force de son appel a une influence marquée sur le cours des événements, tandis que la loyauté avec laquelle Lord Selborne coopère avec l'administration Botha est un facteur supplémentaire pour réconcilier les communautés hollandaise et britannique.

### 1910–1942
Il retourne en Angleterre, selon l'Encyclopædia Britannica de 1911, "comme un homme d'État renforcé par le respect de toutes les parties, et avec une expérience pratique, juste derrière celle de Lord Milner, d'une réussite de l'impérialisme britannique". Son expérience fait de lui un allié précieux pour le parti unioniste national pour la réforme tarifaire et la préférence coloniale, à laquelle il peut désormais apporter tout son soutien.
Le Comité Selborne sur l'Église et l'État de 1914 à 1916 est présidé par Lord Selborne.
En 1915, Selborne revient au gouvernement pendant la Première Guerre mondiale comme Secrétaire d'État à l'Environnement, à l'Alimentation et aux Affaires rurales de la coalition du premier ministre libéral Herbert Henry Asquith. Il démissionne du Cabinet en juin 1916 en raison de la gestion par Lloyd George des négociations bâclées sur le Home Rule (mai-juillet). Selborne n'occupe plus ensuite de hautes fonctions politiques.
En dehors de sa carrière politique, il est maître de la Worshipful Company of Mercers en 1910 et 1933, comme son père avant lui, en 1875. En 1916, il est élu membre de la Society for Psychical Research. Il est également directeur du Winchester College entre 1920 et 1925 et haut commissaire de Winchester entre 1929 et 1942. Il est fait chevalier de la jarretière en 1909.

## Famille
Lord Selborne épouse Maud Cecil, fille aînée du futur Premier ministre Robert Cecil, 3e marquis de Salisbury, en 1883. Ils ont trois fils et une fille :
- Mabel Laura Georgiana Palmer (6 octobre 1884 - 15 juillet); épouse Charles Grey (5e comte Grey), et a deux filles.
- Roundell Palmer (3e comte de Selborne) (15 avril 1887 - 3 septembre 1971); marié à Grace Ridley en 1910; et se remarie à Valérie Irène Joséphine Margaret de Thomka de Thomkahaza en 1966.
- Robert Stafford Arthur Palmer (26 septembre 1888-21 janvier 1916)
- William Jocelyn Lewis Palmer (15 septembre 1894 - 6 juin 1971); marié à Dorothy Cicely Sybil Loder en 1922 et a deux enfants.

Son deuxième fils, Robert Palmer, est capitaine dans le Hampshire Regiment et est tué en service actif en Mésopotamie en 1916. Sa fille, Mabel Laura Georgiana Palmer, devient la comtesse Grey en épousant Charles Grey, 5e comte Grey. Ses lettres à la maison sont publiées sous le titre de lettres de la Mésopotamie. Lord Selborne est décédé en février 1942, à l'âge de 82 ans, et est remplacé par son fils aîné, Roundell Palmer (3e comte de Selborne), qui a déjà été appelé l'année précédente à la Chambre des lords par bref d'accélération dans le titre junior de son père, le baron Selborne. La comtesse de Selborne est décédée en avril 1950.